# Юрё (Вермдё)
Юрё (швед. Djurö) — остров в Швеции, в Стокгольмском архипелаге в Балтийском море, к востоку от острова Вермдё и Стокгольма. Административно относится к коммуне Вермдё в лене Стокгольм. Соединён дамбой с островом Виндё, расположенным севернее, и автомобильным мостом с островом Фогельбруландет, расположенным южнее.
На острове находится одноимённый населённый пункт'.